# Alonzo Menifield
Alonzo Theodoro Menifield (Los Ángeles, California, Estados Unidos, 18 de octubre de 1987) es un artista marcial mixto estadounidense que actualmente compite en la división de peso semipesado de Ultimate Fighting Championship. Desde el 11 de junio de 2024, ocupa el puesto #14 en el ranking de peso mediano de UFC.

## Primeros años
Nació en Los Ángeles, California. Tras el fallecimiento de su padre, su madre les crio a él y a su hermano hasta los 14 años, cuando los chicos fueron puestos en régimen de acogida. Pasó por 12 hogares de acogida diferentes. Asistió a la Canyon High School sólo dos años, pero se graduó y destacó en el fútbol americano. Continuó su carrera futbolística en el Glendale Community College (California) de la NJCAA, donde se desempeñó principalmente como linebacker y fue un All-American con mención honorífica en su segundo año, además de ser miembro del equipo de atletismo. Tras sus dos primeras temporadas en Glendale, obtuvo una beca para la Texas A&M University-Commerce, donde se graduó en Justicia Penal. Posteriormente, jugó al fútbol profesionalmente tanto en la CFL como en la Arena Football League.

## Carrera en las artes marciales mixtas

### Inicios
Hizo su debut en MMA en el peso pesado contra Zach Rosol el 20 de noviembre de 2015 en Bellator 146. Ganó el combate por TKO en el primer asalto.
Luego se trasladó al peso semipesado y ganó sus siguientes dos combates por TKO y KO antes de luchar en el Dana White's Contender Series.

### Dana White's Contender Series
Se enfrentó a Daniel Jolly el 25 de julio de 2017 en el Dana White's Contender Series 3. Ganó el combate por TKO en el primer asalto, pero no consiguió un contrato con la UFC.
Recibió una segunda oportunidad contra Dashawn Boatwright el 16 de junio de 2018 en el Dana White's Contender Series 9. Ganó el combate por TKO en el primer asalto y fue premiado con un contrato de la UFC.

### Ultimate Fighting Championship
Debutó en la UFC contra Vinicius Moreira el 19 de enero de 2019 en UFC Fight Night: Cejudo vs. Dillashaw. Ganó el combate por TKO en el primer asalto.
Se enfrentó a Paul Craig el 29 de junio de 2019 en UFC on ESPN: Ngannou vs. dos Santos. Ganó el combate por KO en el primer asalto.
Se enfrentó a Devin Clark el 6 de junio de 2020 en UFC 250. Perdió el combate por decisión unánime.
Se esperaba que se enfrentara a Ovince Saint Preux el 22 de agosto de 2020 en UFC on ESPN: Munhoz vs. Edgar. Apenas unas horas antes de que comenzara el evento, se anunció que el combate se cancelaba debido a que Saint Preux dio positivo por COVID-19. El combate finalmente tuvo lugar el 5 de septiembre de 2020 en UFC Fight Night: Overeem vs. Sakai. Perdió el combate por KO en el segundo asalto.
Se esperaba que se enfrentara a William Knight el 27 de febrero de 2021 en UFC Fight Night: Rozenstruik vs. Gane. Sin embargo, el combate se pospuso durante la semana previa al evento después de que Menifield diera positivo por COVID-19. Se esperaba que el emparejamiento quedara intacto y se reprogramara para el UFC 260. Esta vez Knight fue retirado debido a los protocolos de COVID-19 y fue sustituido por Fabio Cherant. En el pesaje, Cherant pesó 206.5 libras, media libra por encima del límite de peso semipesado sin título. El combate se celebró con un peso acordado y se le impuso una multa del 20% de su bolsa individual, que fue a parar a manos de Menifield. Ganó el combate por sumisión en el primer asalto.
Se enfrentó a Ed Herman el 7 de agosto de 2021 en UFC 265. Ganó el combate por decisión unánime.
Se enfrentó a William Knight el 4 de diciembre de 2021 en UFC on ESPN: Font vs. Aldo. Perdió el combate por decisión unánime.
Estaba programado para enfrentarse a Nicolae Negumereanu el 4 de junio de 2022 en UFC Fight Night: Volkov vs. Rozenstruik. Sin embargo, Negumereanu fue retirado del evento por razones no reveladas y fue sustituido por Askar Mozharov. Ganó el combate por TKO en el primer asalto.
Se enfrentó a Misha Cirkunov el 15 de octubre de 2022 en UFC Fight Night: Grasso vs. Araújo. Ganó el combate por KO en el primer asalto.
Menifield enfrentó a Jimmy Crute el 12 de febrero de 2023 en UFC 284. Después de una deducción de puntos en el tercer asalto debido a que Menifield se agarró de la valla, la pelea terminó en un empate mayoritario.
Menifield luego enfrentó a Crute en una revancha el 8 de julio de 2023 en UFC 290. Ganó la pelea mediante una sumisión en el segundo asalto.
Menifield enfrentó a Dustin Jacoby el 16 de diciembre de 2023 en UFC 296. Ganó la pelea por decisión unánime.
Menifield luego intervino para reemplazar a Dominick Reyes contra Carlos Ulberg en UFC on ESPN 54 el 30 de marzo de 2024. El 20 de febrero de 2024 se informó que la pelea fue reprogramada para UFC on ESPN 56 el 11 de mayo de 2024. Menifield perdió por nocaut a los 12 segundos del primer asalto.
Menifield enfrentó a Azamat Murzakanov el 3 de agosto de 2024 en UFC on ABC 7. Perdió la pelea por KO en el segundo asalto.

## Vida personal
Menifield está casado y tiene dos hijos: Alonzo Jr. y Xavier.

## Campeonatos y logros
- Ultimate Fighting Championship
  - Actuación de la Noche (una vez) vs. Paul Craig[49]

## Récord en artes marciales mixtas
| Resultado     | Récord | Oponente             | Método                                 | Evento                                  | Fecha                   | Ronda | Tiempo | Localización           | Notas                                                                                |
| ------------- | ------ | -------------------- | -------------------------------------- | --------------------------------------- | ----------------------- | ----- | ------ | ---------------------- | ------------------------------------------------------------------------------------ |
| Derrota       | 15-5-1 | Azamat Murzakanov    | KO (golpes)                            | UFC on ABC: Sandhagen vs. Nurmagomedov  | 3 de agosto de 2024     | 2     | 3:18   | Abu Dhabi              |                                                                                      |
| Derrota       | 15-4-1 | Carlos Ulberg        | TKO (golpes)                           | UFC on ESPN: Lewis vs. Nascimento       | 11 de mayo de 2024      | 1     | 0:12   | San Luis, Misuri       |                                                                                      |
| Victoria      | 15-3-1 | Dustin Jacoby        | Decisión (unánime)                     | UFC 296                                 | 16 de diciembre de 2023 | 3     | 5:00   | Las Vegas, Nevada      |                                                                                      |
| Victoria      | 14-3-1 | Jimmy Crute          | Sumision (guillotine choke)            | UFC 290                                 | 8 de julio de 2023      | 2     | 1:55   | Las Vegas, Nevada      |                                                                                      |
| Sin resultado | 13-3-1 | Jimmy Crute          | Empate (Mayoritario)                   | UFC 284                                 | 12 de febrero de 2023   | 3     | 5:00   | Perth                  | A Menifield se le descontó 1 punto en la ronda 3 debido a que se agarró de la valla. |
| Victoria      | 13-3   | Misha Cirkunov       | KO (puñetazos)                         | UFC Fight Night: Grasso vs. Araújo      | 15 de octubre de 2022   | 1     | 1:28   | Las Vegas, Nevada      |                                                                                      |
| Victoria      | 12-3   | Askar Mozharov       | TKO (codazos)                          | UFC Fight Night: Volkov vs. Rozenstruik | 4 de junio de 2022      | 1     | 4:40   | Las Vegas, Nevada      |                                                                                      |
| Derrota       | 11-3   | William Knight       | Decisión (unánime)                     | UFC on ESPN: Font vs. Aldo              | 20 de noviembre de 2021 | 3     | 5:00   | Las Vegas, Nevada      |                                                                                      |
| Victoria      | 11-2   | Ed Herman            | Decisión (unánime)                     | UFC 265                                 | 7 de agosto de 2021     | 3     | 5:00   | Houston, Texas         |                                                                                      |
| Victoria      | 10-2   | Fabio Cherant        | Sumisión (Von Flue choke)              | UFC 260                                 | 27 de marzo de 2021     | 1     | 1:11   | Las Vegas, Nevada      | Combate de peso acordado (206.5 libras); Cherant no alcanzó el peso.                 |
| Derrota       | 9-2    | Ovince Saint Preux   | KO (puñetazo)                          | UFC Fight Night: Overeem vs. Sakai      | 5 de septiembre de 2020 | 2     | 4:07   | Las Vegas, Nevada      |                                                                                      |
| Derrota       | 9-1    | Devin Clark          | Decisión (unánime)                     | UFC 250                                 | 6 de junio de 2020      | 3     | 5:00   | Las Vegas, Nevada      |                                                                                      |
| Victoria      | 9-0    | Paul Craig           | KO (puñetazos)                         | UFC on ESPN: Ngannou vs. dos Santos     | 29 de junio de 2019     | 1     | 3:19   | Minneapolis, Minnesota | Actuación de la Noche.                                                               |
| Victoria      | 8-0    | Vinicius Moreira     | TKO (puñetazos)                        | UFC Fight Night: Cejudo vs. Dillashaw   | 19 de enero de 2019     | 1     | 3:53   | Brooklyn, Nueva York   |                                                                                      |
| Victoria      | 7-0    | Dashawn Boatwright   | TKO (puñetazos)                        | Dana White's Contender Series 9         | 12 de junio de 2018     | 1     | 0:08   | Las Vegas, Nevada      |                                                                                      |
| Victoria      | 6-0    | Brice Ritani-Coe     | Sumisión (estrangulamiento por detrás) | LFA 33                                  | 16 de febrero de 2018   | 1     | 2:41   | Dallas, Texas          |                                                                                      |
| Victoria      | 5-0    | José Otávio Lacerda  | TKO (puñetazos)                        | LFA 28                                  | 8 de diciembre de 2017  | 2     | 0:32   | Dallas, Texas          |                                                                                      |
| Victoria      | 4-0    | Daniel Jolly         | TKO (lesión en el ojo)                 | Dana White's Contender Series 3         | 25 de julio de 2017     | 1     | 5:00   | Las Vegas, Nevada      |                                                                                      |
| Victoria      | 3-0    | Khadzhimurat Bestaev | TKO (sumisión a puñetazos)             | LFA 13                                  | 2 de junio de 2017      | 1     | 4:26   | Burbank, California    |                                                                                      |
| Victoria      | 2-0    | Brock Combs          | KO (puñetazos)                         | RFA 43                                  | 9 de septiembre de 2016 | 2     | 0:22   | Broomfield, Colorado   | Debut en el peso semipesado.                                                         |
| Victoria      | 1-0    | Zach Rosol           | TKO (puñetazos)                        | Bellator 145                            | 20 de noviembre de 2015 | 1     | 0:38   | Thackerville, Oklahoma | Debut en el peso pesado.                                                             |